# Иван Смоларски
Иван Тасев Смоларски е български революционер, петрички войвода на Вътрешната македоно-одринска революционна организация.

## Биография
Иван Смоларски е роден през 1872 година в село Смолари, тогава в Османската империя. Присъединява се към ВМОРО. През 1901 - 1902 година е четник при Алексо Поройлията. От 1906 година е самостоятелен войвода в Петричко.
При избухването на Балканската война в 1912 година е войвода на партизанска чета № 57 на Македоно-одринското опълчение. С четата си се бие в авангарда на Седма Рилска дивизия и участва в освобождението на Петричко, Струмишко и Кукушко, като освен срещу турците се сражава и с гъркомански андартски чети. През октомври 1912 година, начело на игуменската милиция, ръководи обезоръжаването на турско население в Подгорието.
| Чета № 57 на МОО с командир Иван Смоларски | Чета № 57 на МОО с командир Иван Смоларски | Чета № 57 на МОО с командир Иван Смоларски | Чета № 57 на МОО с командир Иван Смоларски | Чета № 57 на МОО с командир Иван Смоларски | Чета № 57 на МОО с командир Иван Смоларски |
| Номер                                      | Име                                        | Години                                     | Околия                                     | Селище                                     | Бележки                                    |
| ------------------------------------------ | ------------------------------------------ | ------------------------------------------ | ------------------------------------------ | ------------------------------------------ | ------------------------------------------ |
|                                            | Андон Панделиев                            |                                            | Петричко                                   | Смолари                                    | убит                                       |
|                                            | Атанас Георгиев                            |                                            | Петричко                                   | Смолари                                    |                                            |
|                                            | Васил Ангелов                              |                                            | Петричко                                   | Смолари                                    |                                            |
|                                            | Вельо Танчев                               | 22                                         | Демирхисарско                              | Горни Порой                                |                                            |
|                                            | Георги Аврам                               |                                            | Петричко                                   | Смолари                                    |                                            |
|                                            | Димитър Тилев                              |                                            | Петричко                                   | Смолари                                    |                                            |
|                                            | Димитър Цветанов                           |                                            | Петричко                                   | Смолари                                    |                                            |
|                                            | Евтим Димитр.                              |                                            | Петричко                                   | Смолари                                    |                                            |
|                                            | Иван Георгиев                              |                                            | Петричко                                   | Смолари                                    |                                            |
|                                            | Никола Димитриев                           |                                            | Петричко                                   | Стенак                                     |                                            |
|                                            | Панде Трайков                              |                                            | Петричко                                   | Смолари                                    | убит                                       |
|                                            | Панде Цветанов                             |                                            | Петричко                                   | Смолари                                    |                                            |
|                                            | Петре Делев                                |                                            | Петричко                                   | Смолари                                    |                                            |
|                                            | Петър Пасков                               | 21                                         | Петричко                                   | Стенак                                     |                                            |
|                                            | Стоян Димитриев                            |                                            | Петричко                                   | Смолари                                    |                                            |
|                                            | Стоян Костов                               |                                            | Петричко                                   | Смолари                                    |                                            |

През януари 1913 четата му се влива в състава на 14 Воденска дружина на МОО.
След Първата световна война е сред първите дейци, участващи във възстановяването на ВМРО. През пролетта на 1920 година оглавява чета, която действа в Струмишко срещу сръбските власти и едновременно с това се занимава с контрабанда.
Заселва се в село Демидово, Петричко, където е убит през 1928 година. Днес улица в селото носи неговото име.